# Ньос
Ньос (Нио́с; англ. Lake Nyos, фр. Lac Nyos) — вулканическое озеро, расположенное на территории департамента Менчум в центральной части Северо-Западного региона Камеруна. Входит в состав вулканического массива Оку. Из озера вытекает левый приток реки Жонга (приток Кацины). Озеро находится в пределах территории коммуны Вум на юго-востоке департамента Менчум.
Площадь поверхности — 1,48 км². Объём воды — 0,153 км³.

## Геологические данные

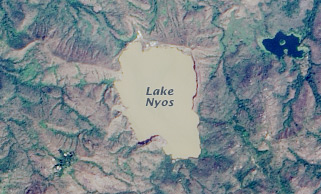
Спутниковый снимок озера Ньос 2014 года

Высокогорное озеро Ньос, располагающееся на отметке 1091 метр над уровнем моря, возникло в этом месте четыре века назад под влиянием гидротермальных процессов, в ходе которых произошло столкновение лавы и подземных вод, что привело к мощному взрыву и образованию маара, который затем постепенно наполнили подземные и поверхностные воды.
Озеро Ньос расположено в горах Адамава, являющихся центральной частью одноимённого плоскогорья, находящегося на Камерунской линии, тянущейся в северо-восточном направлении от островов Гвинейского залива в сторону озера Чад. Под горным массивом, на котором находится озеро Ньос, залегает магма, постоянно выделяющая диоксид углерода, насыщающий подземные воды, питающие в том числе и Ньос, а также многочисленные источники газированной воды, действующие на окружающей его местности.
Глубина озера Ньос составляет 210 м, длина — 1,9 км, а ширина — 1,2 км. С северной стороны озеро ограничивает достигающая 40-метровой высоты дамба природного происхождения, сложенная вулканическими породами. По поверхности дамбу пересекает естественно возникшая протока, обеспечивающая сток вод озера в речку Жонга (англ. Katsina). Постепенное разрушение тела дамбы эрозией в итоге может вызвать её обрушение и волну внезапного затопления прилегающих долин вплоть до территории Нигерии.
На юго-востоке в 95 км от озера Ньос расположено похожее высокогорное кратерное озеро Манун (фр. Monoun) глубиной 95 м. Воды обоих озёр практически неизменны по объёму и температуре, с высоким коэффициентом градиента концентрации диоксида углерода.

## Лимнологическая катастрофа
21 августа 1986 года на озере Ньос произошла лимнологическая катастрофа, в результате которой более 1700 человек погибли. Выброс огромных объёмов диоксида углерода в виде газа продолжался несколько часов. Газ, растекаясь от озера по горному склону двумя мощными потоками, распространился на расстояние до 27 км, убив всё на своём пути. Также, со слов выживших во время трагических событий, в воздухе стоял характерный запах тухлых яиц, и поэтому некоторые учёные предположили, что причиной гибели людей стал сероводород. Известно, что этот газ в высоких концентрациях вызывает быструю смерть.

### Возможные причины
Исследователи предполагают несколько ситуаций, способных вызвать такую катастрофу на озере Ньос:
- Диоксид углерода в водных растворах придонных слоёв в огромных объёмах переместился к поверхностным слоям озера[1], причиной этому могло стать множество факторов: обвал, оползень, землетрясение, нагонная волна от воздействия потоков ветра, а также холодные атмосферные осадки, задевшие только часть водной поверхности озера.
- Извержение небольших подводных вулканов на дне маара.

### Предотвращение повторения катастрофы

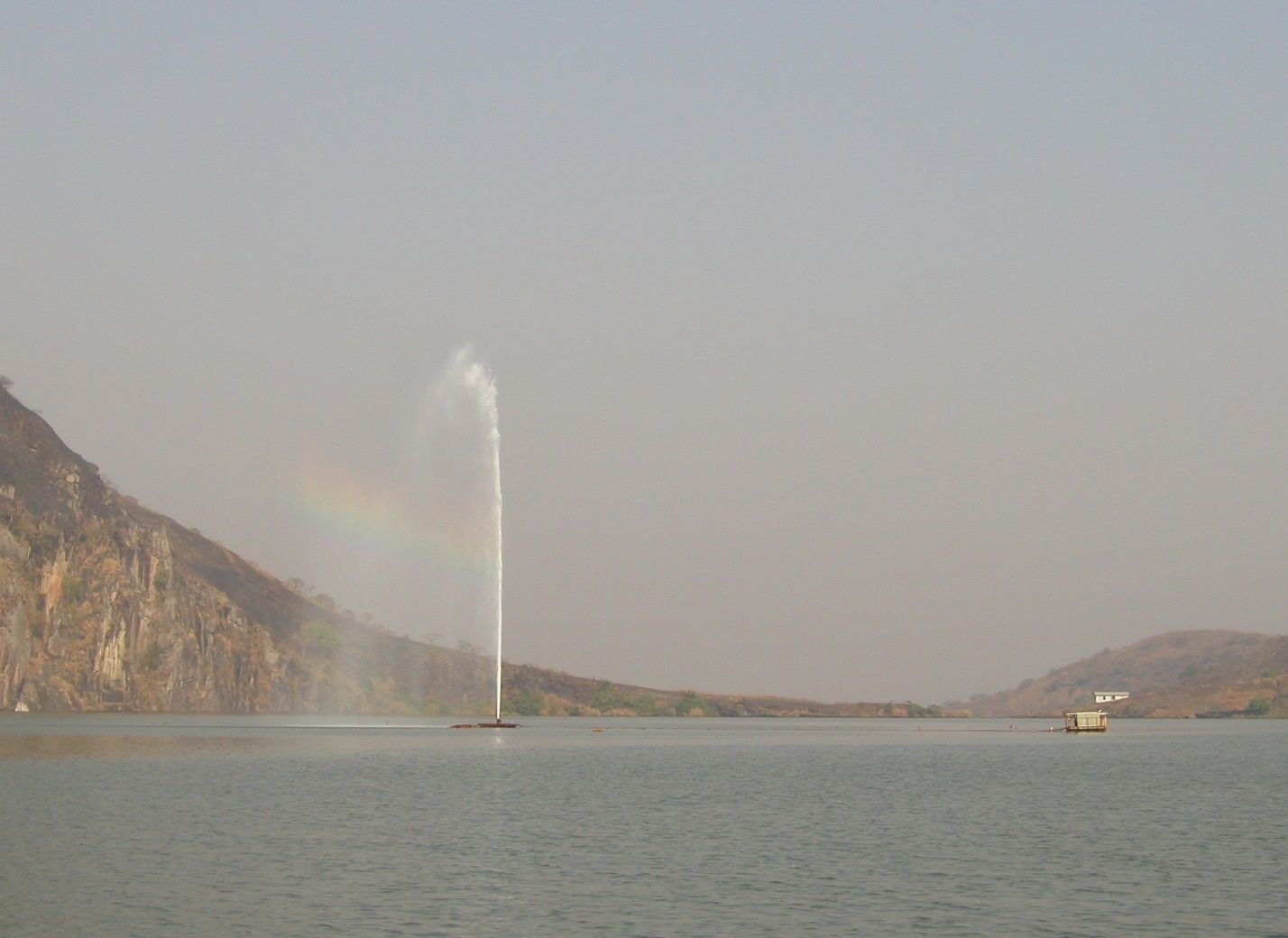
Дегазация вод озера Ньос (2006)

Для предотвращения повторения подобной катастрофы в этом районе с начала 2000-х годов проводятся мероприятия по дегазации вод озёр Ньос и Манун. Исследователи также предлагают несколько вариантов обеспечения безопасности населения:
- укрепление берегов[1];
- понижение уровня воды[1];
- мониторинг ситуации.